# هورست هاگن
هورست هاگن (آلمانی: Horst Hagen؛ زادهٔ ۱۰ ژانویهٔ ۱۹۵۰) بازیکن والیبال اهل آلمان شرقی بود.